# Tell Asmar
Koordinaten: 33° 48′ 38″ N, 44° 46′ 0″ O
Tell Asmar ist eine Ruinenstätte im Irak, sie befindet sich etwa 25 Kilometer östlich von Hafaǧi, im Gebiet des Dijala-Flusses. Es wird mit dem sumerischen Eschnunna identifiziert.

## Grabungen
Zwischen 1930 und 1936 fanden sechs amerikanische Grabungskampagnen im Rahmen der Iraq Expedition statt, wobei Palastanlagen Šu-Sins, der Abū-Tempel sowie bis in die Dritte Dynastie von Ur zurückreichende Keilschrifttafeln entdeckt wurden. Die wohl bedeutendsten Funde (durch Seton Lloyd) waren die zwölf sogenannten Weihestatuetten aus Marmor, die zehn Männer und zwei Frauen mit gefalteten Händen in Beterhaltung darstellen.